# Galenika Fitofarmacija Zemun
Galenika Fitofarmacija Zemun (code BELEX : FITO) est une entreprise serbe qui a son siège social à Zemun, un quartier de Belgrade. Elle est spécialisée dans les produits chimiques destinés à l'agriculture. Elle entre dans la composition du BELEX15 et du BELEXline, les deux indices principaux de la Bourse de Belgrade,.

## Historique
L'origine de Galenika Fitofarmacija remonte à 1955, avec la création d'une première usine de protection de l'agriculture au sein de l'usine Galenika de Novi Beograd. En 1966, cette unité de production est transférée dans la zone industrielle de Zemun. À partir de 1991, elle devient une filiale de la holding Galenika et, en 1997, elle devient une société indépendante à capital social avant d'être transformée en société par actions en 1999, avec un capital privé représentant 83 % de l'ensemble.
Galenika Fitofarmacija est cotée depuis 2001 et la société a été admise au libre marché de la Bourse de Belgrade le 29 juin 2004.

## Activités
La société Galenika Fitofarmacija Zemun est spécialisée dans la production de produits chimiques, tels que les herbicides, les insecticides, les fongicides, les rodenticides et les fertilisants.

## Données boursières
Le 10 juin 2014, l'action de Galenika Fitofarmacija Zemun valait 2 660 RSD (23,11 EUR). Elle a connu son cours le plus élevé, soit 7 000 RSD (60,84 EUR), le 25 mai 2007 et son cours le plus bas, soit 500 RSD (4,34 EUR), le 7 mai 2001.
Le capital de Galenika Fitofarmacija est détenu à hauteur de 53,34 % par des personnes physiques et à hauteur de 16,64 % par Agromarket d.o.o..